# Tv-reklame
 Denne artikel omhandler overvejende eller alene danske forhold. Hjælp gerne med at gøre artiklen mere almen.
En tv-reklame, eller reklamefilm (hvilket også dækker over bl.a. biograf-reklamefilm), er en reklameform, hvor varer, services, organisationer, ideer mm. bliver markedsført via fx tv-mediet. En tv-reklame kan eksempelvis være et stilbillede, en lille film eller product placement. En reklamefilm indeholder almindeligvis oplysninger eller små historier om et bestemt produkt. De fleste reklamer er produceret af et reklamebureau, og visning på en tv-station købes via et medieagentur eller direkte hos tv-kanalen. 
Første gang der i Danmark blev vist kommercielle tv-reklamefilm på landsdækkende tv var i 1988 på TV 2, men året før, i 1987 løb Danmarks allerførste kommercielle tv-reklameblok af stablen på TVSyd, der startede som en afdeling af DR, men som efter en årrække som selvstændig i 1986 blev købt af det der skulle blive til TV2 som en del af konceptet om regional tv til hele Danmark.
Den mest sejlivede reklamefilm må være den 20 sekunder lange tegnefilmsreklame for Tuborg Julebryg, som er fra 1984 og i år 2013 bliver vist i biograferne for 27. sæson.

## Virkemidler i tv-reklamefilm
Reklamefilm er som regel meget korte, da de ofte rækker fra 20-60 sekunder. Under disse få sekunder skal reklamefolkene fortælle en forståelig besked samt fastholde publikums opmærksomhed. Det bliver blandt andet gjort ved hjælp af virkemidler såsom seksuelle undertoner, humor og velkendt popmusik. Desuden bliver der også til tider anvendt kendte personer i reklamer (vertikale opinionsledere). 

### Seksuelle undertoner i tv-reklamefilm
Reklamefilmen "Mig og min Magnum", som var en reklamefilm fra midten af 1990'erne, for ispinden Magnum, er et eksempel på en af de mange reklamefilm, der indeholder seksuelle undertoner til trods for at produktet i sig selv ikke som sådan er sexet.

### Humor i tv-reklamefilm
Humor ses ofte i reklamefilm, der forsøger at fortælle en lille historie. Eksempler herpå er bl.a. reklamefilm for Fakta, KiMs, OK Benzin og Oddset. 
Se eksempler på Oddsets humoristiske og samtidig også kontroversielle tv-reklamer.

### Musik i tv-reklamefilm
"The Final Countdown" af Europe er et eksempel på en 80'er sang, der nærmest blev født på ny, da den i starten af 2000-tallet var tema-melodi for de populære Sonofon-reklamefilm med Polle fra Snave.

### Kendte personer i tv-reklamer
Igennem mange år er der blevet anvendt kendte personer i tv-reklamer, også kaldet "vertikal opposition." Bl.a. Finn Nørbygaard og Jacob Haugaard for deres mange humoristiske Tuborg Squash reklamer. Ligeledes Niels Olsen og Kirsten Lehfeldt for deres roller som Minna & Gunnar i de populære reklamefilm med sloganet: "fisk ikk' er så ringe endda".
Kirsten Lehfeldt medvirkede ydermere i reklamer for Grøn Tuborg, hvor udtryk som "capisce!!" og "det' en ommer!" blev nærmest folkeeje.
Søren Pilmark og figuren "Harry" har gennem en årrække (1999- ) søgt at promovere DSB. Der er hidtil produceret over 60 reklamefilm med Harry og Bahnsen, og konceptet har vundet et utal af reklamepriser.
Esben Pretzmann og Rune Tolsgaard medvirkede i 2009 som havenisser i nogle humoristiske reklamer for Viasat. Reklamerne blev bl.a. kendt for frasen "det sker så bar' æ det der". Reklamen var nomineret til en Zulu Award 2010 for Årets danske reklame performance.
Visse offentlig kendte personer er blevet kritiseret for at optræde i tv-reklamer. Det var eksempelvis tilfældet med den tidligere studievært for TV-Avisen Torsten Jansen, som i 2007 medvirkede i en tv-reklame for Realkredit Danmark. Dette skete dog i en mellemlægsperiode, hvor Torsten Jansen ikke længere var ansat på DR eller tiltrådt i sit nye job på Danmarks ambassade i Washington.